# Chrysosoma simplex
Chrysosoma simplex är en tvåvingeart som först beskrevs av Meijere 1910.  Chrysosoma simplex ingår i släktet Chrysosoma och familjen styltflugor.
Artens utbredningsområde är Seychellerna. Inga underarter finns listade i Catalogue of Life.